# Castilfrío de la Sierra
Castilfrío de la Sierra est une commune espagnole de la province de Soria en Castille-et-León.